# One Club Man Award
Il One Club Man Award è un riconoscimento per calciatori, istituito e assegnato dalla squadra di calcio basca dell'Athletic Bilbao. Il premio è stato istituito nel 2015 e viene assegnato a calciatori che hanno legato la loro carriera calcistica ad un'unica squadra. Il primo a venire premiato è stato Matthew Le Tissier, che ha militato nel Southampton dal 1986 al 2002.
Il Premio viene assegnato successivamente a Paolo Maldini nel 2016, Sepp Maier nel 2017, Carles Puyol nel 2018 e nel 2019 è stato il turno di Billy McNeill, scozzese bandiera del Celtic.
Dal 2019 il premio viene assegnato anche alle calciatrici, la prima donna ad essere premiata è Malin Moström stella svedese, capitana della nazionale svedese dal 2001 al 2006, ha legato la sua carriera calcistica all'Umeå IK.

## Albo d'oro uomini[5]
| Anno | Giocatore                                                  | Squadra                                                    | Presenze                                                   | Stagioni                                                   | Anni                                                       |
| ---- | ---------------------------------------------------------- | ---------------------------------------------------------- | ---------------------------------------------------------- | ---------------------------------------------------------- | ---------------------------------------------------------- |
| 2015 | Matthew Le Tissier                                         | Southampton                                                | 443                                                        | 16                                                         | 1986-2002                                                  |
| 2016 | Paolo Maldini                                              | Milan                                                      | 647                                                        | 25                                                         | 1984-2009                                                  |
| 2017 | Sepp Maier                                                 | Bayern Monaco                                              | 473                                                        | 17                                                         | 1962-1979                                                  |
| 2018 | Carles Puyol                                               | Barcellona                                                 | 392                                                        | 16                                                         | 1999-2014                                                  |
| 2019 | Billy McNeill                                              | Celtic                                                     | 486                                                        | 18                                                         | 1957-1975                                                  |
| 2020 | Ryan Giggs                                                 | Manchester Utd                                             | 672                                                        | 24                                                         | 1990-2014                                                  |
| 2021 | non assegnato a causa della pandemia di COVID-19 in Spagna | non assegnato a causa della pandemia di COVID-19 in Spagna | non assegnato a causa della pandemia di COVID-19 in Spagna | non assegnato a causa della pandemia di COVID-19 in Spagna | non assegnato a causa della pandemia di COVID-19 in Spagna |
| 2022 | Ricardo Bochini                                            | Independiente                                              | 634                                                        | 19                                                         | 1972-1991                                                  |
| 2023 | João Pinto                                                 | Porto                                                      | 587                                                        | 16                                                         | 1981-1997                                                  |
| 2024 | Giuseppe Bergomi                                           | Inter                                                      | 519                                                        | 20                                                         | 1979-1999                                                  |

## Albo d'oro donne
| Anno | Giocatore                                                  | Squadra                                                    | Presenze                                                   | Stagioni                                                   | Anni                                                       |
| ---- | ---------------------------------------------------------- | ---------------------------------------------------------- | ---------------------------------------------------------- | ---------------------------------------------------------- | ---------------------------------------------------------- |
| 2019 | Malin Moström                                              | Umeå IK                                                    | 299                                                        | 13                                                         | 1995-2007                                                  |
| 2020 | Pia Wunderlich                                             | 1. FFC Francoforte                                         | 138                                                        | 16                                                         | 1993–2009                                                  |
| 2021 | non assegnato a causa della pandemia di COVID-19 in Spagna | non assegnato a causa della pandemia di COVID-19 in Spagna | non assegnato a causa della pandemia di COVID-19 in Spagna | non assegnato a causa della pandemia di COVID-19 in Spagna | non assegnato a causa della pandemia di COVID-19 in Spagna |
| 2022 | Jennifer Zietz                                             | Turbine Potsdam                                            | 276                                                        | 16                                                         | 1999–2015                                                  |
| 2023 | Matilde Martínez                                           | Fundación Albacete                                         | ?                                                          | 14                                                         | 2008–2022                                                  |
| 2024 | Maria Gstöttner                                            | Neulengbach                                                | 465                                                        | 24                                                         | 1998–2022                                                  |